# Armadillidium peloponnesiacum
Armadillidium peloponnesiacum är en kräftdjursart som beskrevs av Karl Wilhelm Verhoeff 1901. Armadillidium peloponnesiacum ingår i släktet Armadillidium och familjen klotgråsuggor. Utöver nominatformen finns också underarten A. p. euboeicorum.